# Masksjukdomar

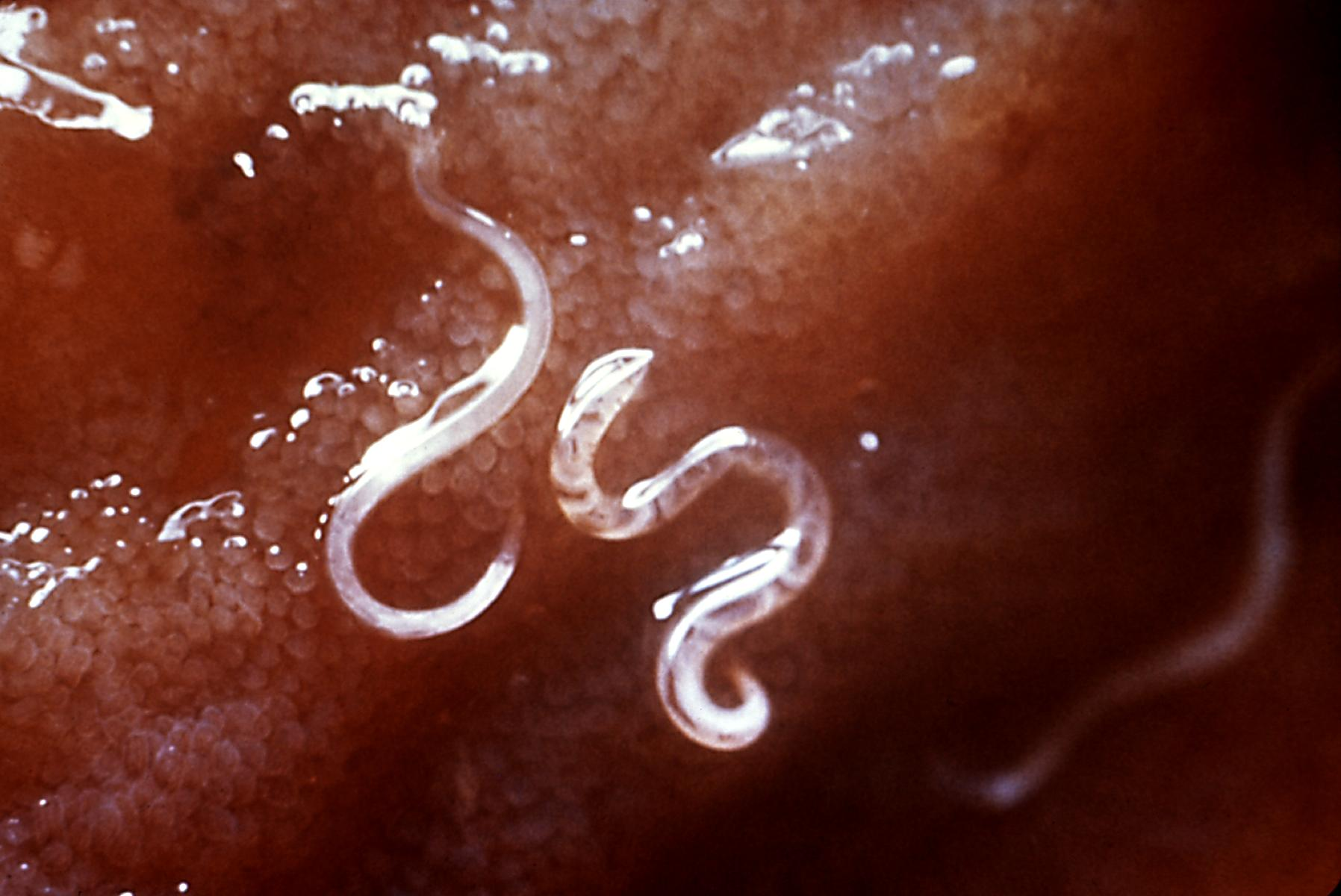
Hakmask som fäster till tarmens slemhinna

Masksjukdomar är sjukdomar som orsakas av parasitiska maskar. Läran om maskar heter helmintologi efter grekiskans hélmis vilket är en sorts mask. Ungefär hälften (3 miljarder) av jordens befolkning har mask.
En indelning av masksjukdomarna delas in i de tre maskgrupperna bandmaskar, sugmaskar och rundmaskar. Bandmaskar och sugmaskar tillhör övergruppen plattmaskar.

## Bandmaskar (lat. Cestoder)
- Binnikemask Taenia saginata
- T. solium
- Diphyllobotrium latum
- Hymenolepis nana
- Echinococcos/Blåsmasksjuka

## Sugmaskar/Flundror (lat. Trematoder)
- Schistosomiasis/Bilharzia/Snäckfeber Schistosoma spp.

## Rundmaskar (lat. Nematoder)
- Springmask Enterobius vermicularis
- Spolmask Ascaris lumbricoides
- Hakmask N. americanus, A. duodenale
  - (Kutan) larva migrans hakmaskar hos framför allt katter och hundar
- Piskmask/Trikuriasis Trichuris trichiura, Trichocephalus trichiuris
- Trikinos Trichinella spiralis

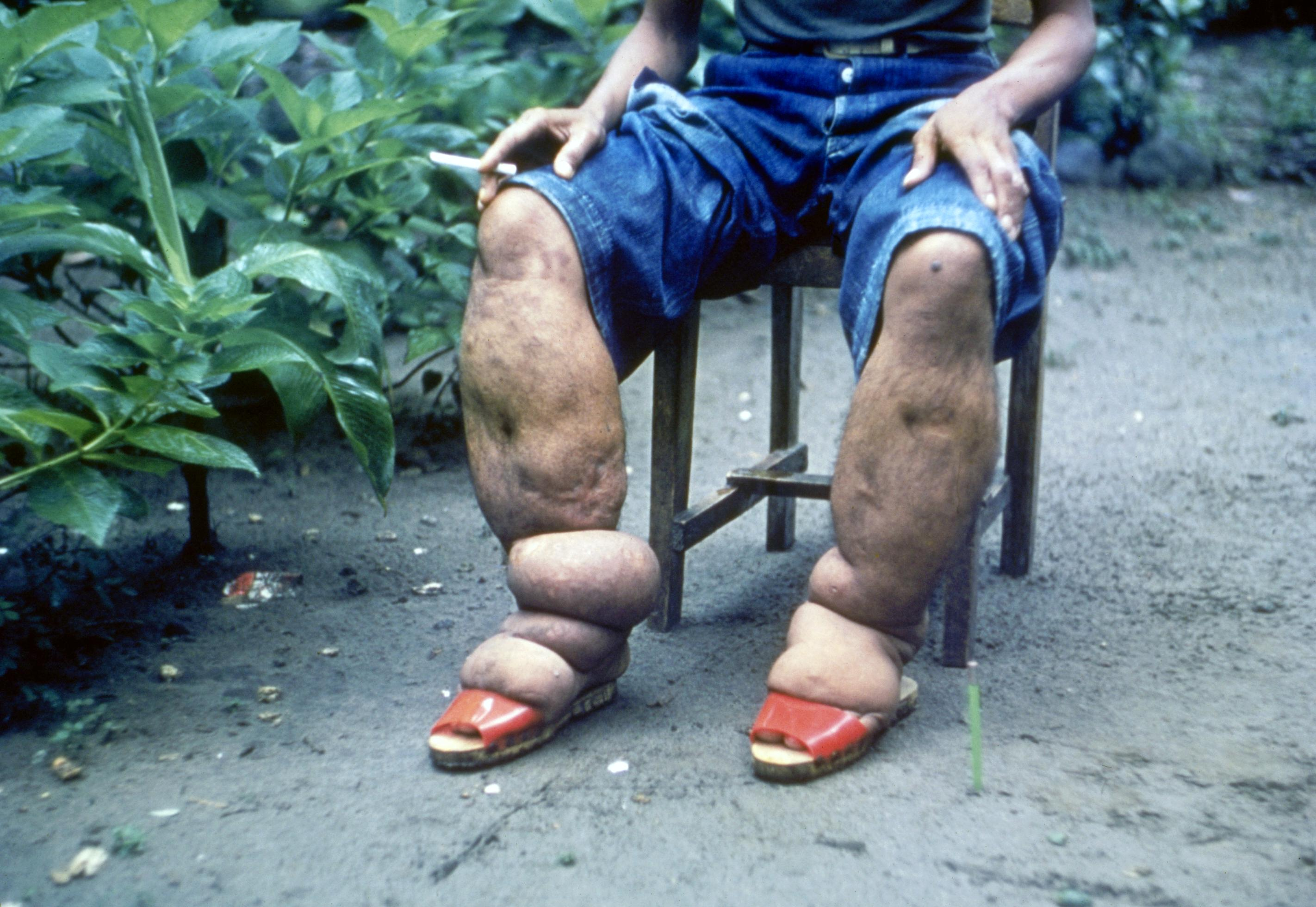
Lymfatisk filariasis orsakar i extremformen om den inte behandlas elefantiasis vilket beror på blockerat lymfatiskt dränage.

- Filariasis huvudsakligen 9 olika arter
  - Lymfatisk filariasis/Elefantiasis Wuchereria bancrofti, Brugia malayi och Brugia timori
  - Subkutan filariasis
    - Guineamask Dracunculus medinensis
    - Flodblindhet Onchocerca volvulus
    - Loa Loa loa

  - Filariasis i serösa hålrum i kroppen Mansonella perstans, Mansonella ozzardi

## Diagnostik
Diagnos sker genom undersökning av cystor och maskägg i faecestest, mikroskopering efter formalinbehandling och eterskakning. Stora maskar kan i vissa fall upptäckas med ultraljud. Maskar i ögonen kan upptäckas med ögonmikroskop.

## Behandling
Det finns idag en hel del maskmedel (antihelmintika) att tillgå som utvecklats främst inom veterinärmedicinen där masksjukdomar länge varit ett stort problem. Några exempel är albendazol, praziquantel och ivermectin.